# Picrasma excelsa
La cuasia jamaicense (Picrasma excelsa) es una especie del género Picrasma perteneciente a la familia Simaroubaceae. Es originria de Cuba, la República Dominicana, Haití, Jamaica, Puerto Rico, San Vicente y las Granadinas, y Venezuela. Está tratada en peligro de extinción por la pérdida de hábitat.

## Propiedades
La planta contiene un principio activo llamado cuasina que es uno de los amargos más potentes de la naturaleza.

## Taxonomía
Picrasma excelsa fue descrita por (Sw.) Planch. y publicado en London Journal of Botany 5: 574. 1846.

#### Sinonimia
- Aeschrion antillana (Eggers) Small
- Aeschrion excelsa (Sw.) Kuntze
- Aeschrion excelsa var. microcarpa  Krug & Urb.
- Muenteria excelsa (Sw.) Walp.
- Picraena excelsa (Sw.) Lindl.
- Picrasma antillana (Eggers) Urb.
- Quassia excelsa Sw.
- Quassia pentandra Stokes
- Quassia polygama Linds.
- Rhus antillana Eggers
- Simarouba excelsa (Sw.) DC.[5]